# Brody Angley
Brody Angley (ur. 30 stycznia 1986 roku w Redding w stanie Kalifornia) – amerykański koszykarz w sezonie 2009-2010 występujący w PLK w zespole Polpharmy Starogard Gdański na pozycji rozgrywającego.

## Życiorys
Brody Angley w latach 2004-2008 występował w lidze NCAA w zespole Santa Clara. W sezonie 2008-2009 występował w lidze szwajcarskiej, w zespole SAM Basket Massagno, gdzie notował średnio 16,1 punktu, 4,4 zbiórki i 4,2 asysty na mecz. Pod koniec lipca 2009 roku podpisał kontrakt z zespołem Polpharmy. Od sezonu 2010-2011 zawodnik szwajcarskiego Lugano Tigers.

## Przebieg kariery
- 2004-2008: University of Santa Clara (NCAA)
- 2008-2009: SAM Basket Massagno
- 2009-2010: Polpharma Starogard Gdański
- 2010-2011: Lugano Tigers

## Osiągnięcia
- Brązowy medalista Mistrzostw Polski (2010)